# 竹圍子 (彰化縣)
竹圍子，原寫為竹圍仔，是臺灣彰化縣二林鎮的一個傳統地域名稱，位於該鎮西南部凸出部分的中央地帶。相較於今日行政區，其範圍大致與香田里相近。

## 歷史
台灣清治末期至日治初期，竹圍子地區為一街庄，稱為「竹圍仔庄」，隸屬於二林下堡。該庄北與二林庄為鄰，東北與犁頭厝庄為鄰，東與外蘆竹塘庄為鄰，南邊為九塊厝庄，西南邊及西邊為火燒厝庄，西北邊為中西庄。
1901年（日治明治三十四年）11月，全台廢縣廳改設二十廳，該庄隸屬於彰化廳。1903年（明治三十六年）6月，該庄編入「二林區」，隸屬於彰化廳。1909年（明治四十二年）10月，合併二十廳為十二廳，二林區改隸屬於臺中廳。1920年（大正九年），廢廳、支廳、區、街庄（舊制）改設州、郡、街庄（新制）、大字，該庄改制並雅化為「竹圍子」大字，隸屬於臺中州北斗郡二林庄。1937年，二林庄升格為二林街。
戰後二林街改制為二林鎮，隸屬於臺中縣，大字亦改制為里。1950年10月，中、彰、投分治，二林鎮改隸屬彰化縣。

## 聚落
本地區發展較早的聚落為竹圍仔、崁頂、蕃仔田、西勢等，在日治期初期的官方地圖上已有記載。

## 交通
縣道143號（二城路）是漢寶至大城的道路，大致以東北—西南走向經過竹圍子地區西北部邊界地帶。由該道路向東北可前往二林、山寮西部、舊趙甲西部、草湖、漢寶並止於省道台17線路口，向西南可前往中西、魚寮、大城、下山腳並止於下山腳堤防道路路口。
鄉道彰167線是二林至潭墘的道路，大致以北北東—南南西走向經過本地區西北部。由該道路向北北東可前往二林市區並止於縣道143號路口，向南南西可前往火燒厝、尤厝、潭墘並止於九塊厝堤防道路路口。
鄉道彰169線（儒林路）是二林至永安的道路，大致以北北西—南南東走向由本地區北部邊界中央偏西入境後，經崁頂聚落、鄉道彰174線起點路口後轉東南，至番子田聚落經鄉道彰170線路口後轉南南東，至本地區東部邊界南側轉南沿邊界而行，再轉南微西出境。由該道路向北北西可前往二林市區並止於縣道143號路口，向南微西可前往九塊厝西郊並止於縣道152號路口（今屬竹塘鄉永安村）。
鄉道彰170線（竹田路）是廣東厝至竹塘的道路，大致以西北西—東南東走向經過本地區南部，並與鄉道彰169線交會於番子田聚落。由該道路向西北西可前往火燒厝的廣東厝聚落南郊並止於鄉道彰168線路口，向東南東可前往外蘆竹塘南部、鹿寮、竹塘市區並止於鄉道彰127線路口。
鄉道彰174線是崁頂至外竹的道路，其西南側端點位於本地區中部偏東南香田國小旁的鄉道彰169線路口。由此向東北東出境後繞大彎轉東南再轉北北東經外蘆竹塘後可前往犁頭厝並止於鄉道彰172線路口。

## 學校
- 香田國小